# 100 Thieves
100 Thieves (poprzednio: Hundred Thieves) – amerykańska organizacja e-sportowa, założona przez Matthew Haaga 18 kwietnia 2016 roku. Obecnie posiada zespół rywalizujący w League of Legends. W przeszłości organizacja posiadała także reprezentację w Call of Duty.

## Counter-Strike: Global Offensive
12 grudnia 2017, 100 Thieves utworzyło reprezentację w Counter-Strike: Global Offensive, podpisując kontrakty z byłymi graczami amerykańskiej drużyny Immortals. Ze względu na rozmaite niepowodzenia oraz kontrowersje, 31 stycznia 2018 roku roster w CS:GO został rozwiązany. Zawodnicy nie rozegrali żadnego oficjalnego meczu. 31 października 2019 organizacja ogłosiła powrót na scenę CS:GO po nabyciu składu drużyny Renagedes.

### Obecni zawodnicy
- Aaron „AZR” Ward
- Justin „jks” Savage
- Jay „Liazz” Tregillgas
- Joakim „jkaem” Myrbostad
- Sean „Gratisfaction” Kaiwai
- Aleksandar „kassad” Trifunović (trener)

### Byli zawodnicy
- Vito „kNgV-” Giuseppe (AWPer, 12 grudnia 2017 – 25 stycznia 2018)
- Henrique „HEN1” Teles (AWPer, 19 listopada 2017 – 31 stycznia 2018)
- Lucas „LUCAS1” Teles (entry fragger, 19 listopada 2017 – 31 stycznia 2018)
- Lincoln „fnx” Lau (lurker, 19 listopada 2017 – 31 stycznia 2018)
- Bruno „BIT” Lima (rifler, 19 listopada 2017 – 31 stycznia 2018)
- Rodolfo „bLecker” Blecker (trener, 19 listopada 2017 – 31 stycznia 2018)

## League of Legends
- Górny:Kim „Ssumday” Chan-ho
- Leśnik:Can „Closer” Çelik
- Środkowy:Felix „Abbedagge” Braun
- Strzelający:Ian Victor „FBI” Huang
- Wspierający:Choi „huhi” Jae-hyun

### Byli zawodnicy
- Strzelający:Cody Sun (Clutch Gaming Academy)
- Strzelający:Richard „Rikara” Samuel Oh
- Leśnik:William „Meteos” Hartman(FlyQuest Academy)